# 清麗苑

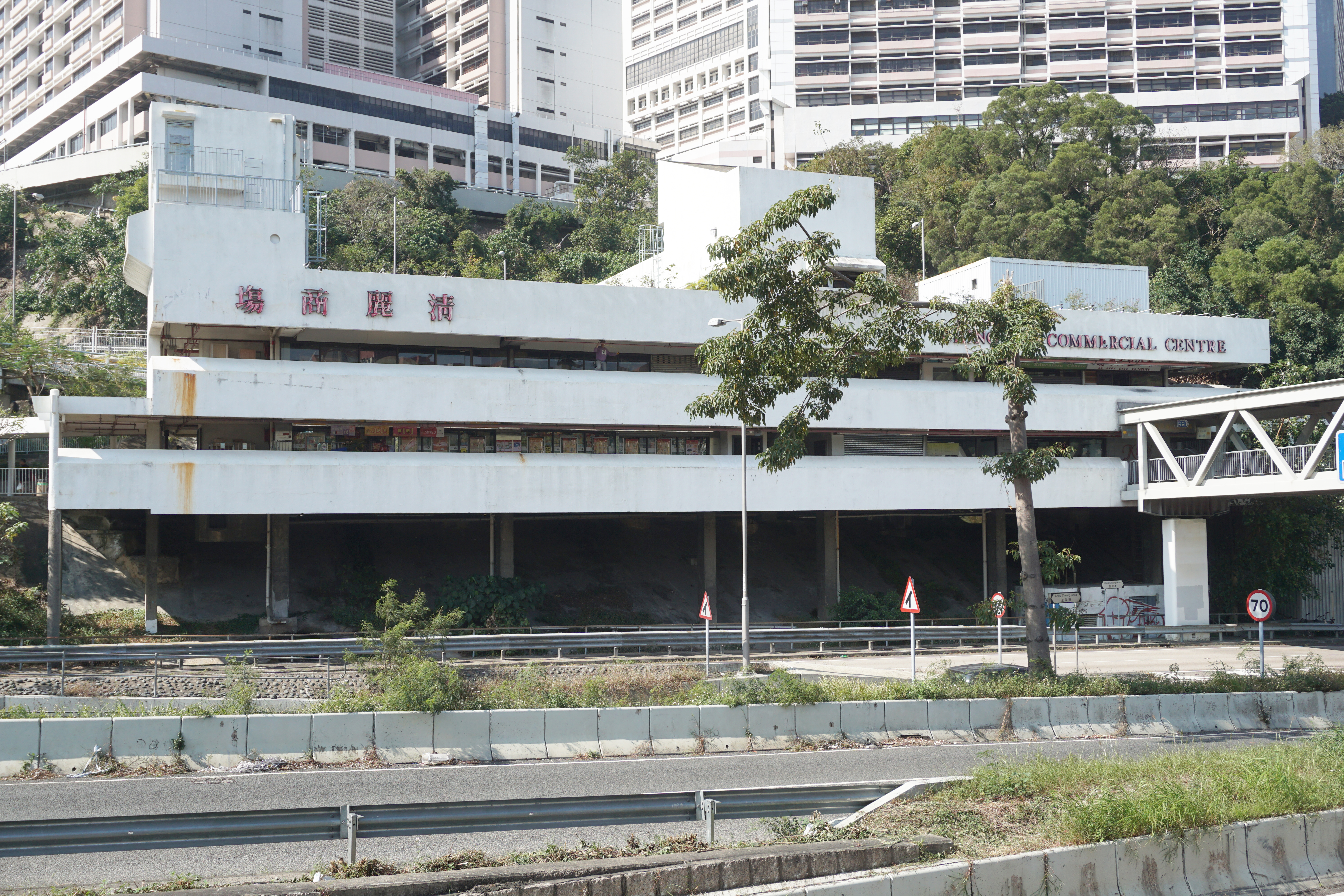
清麗商場

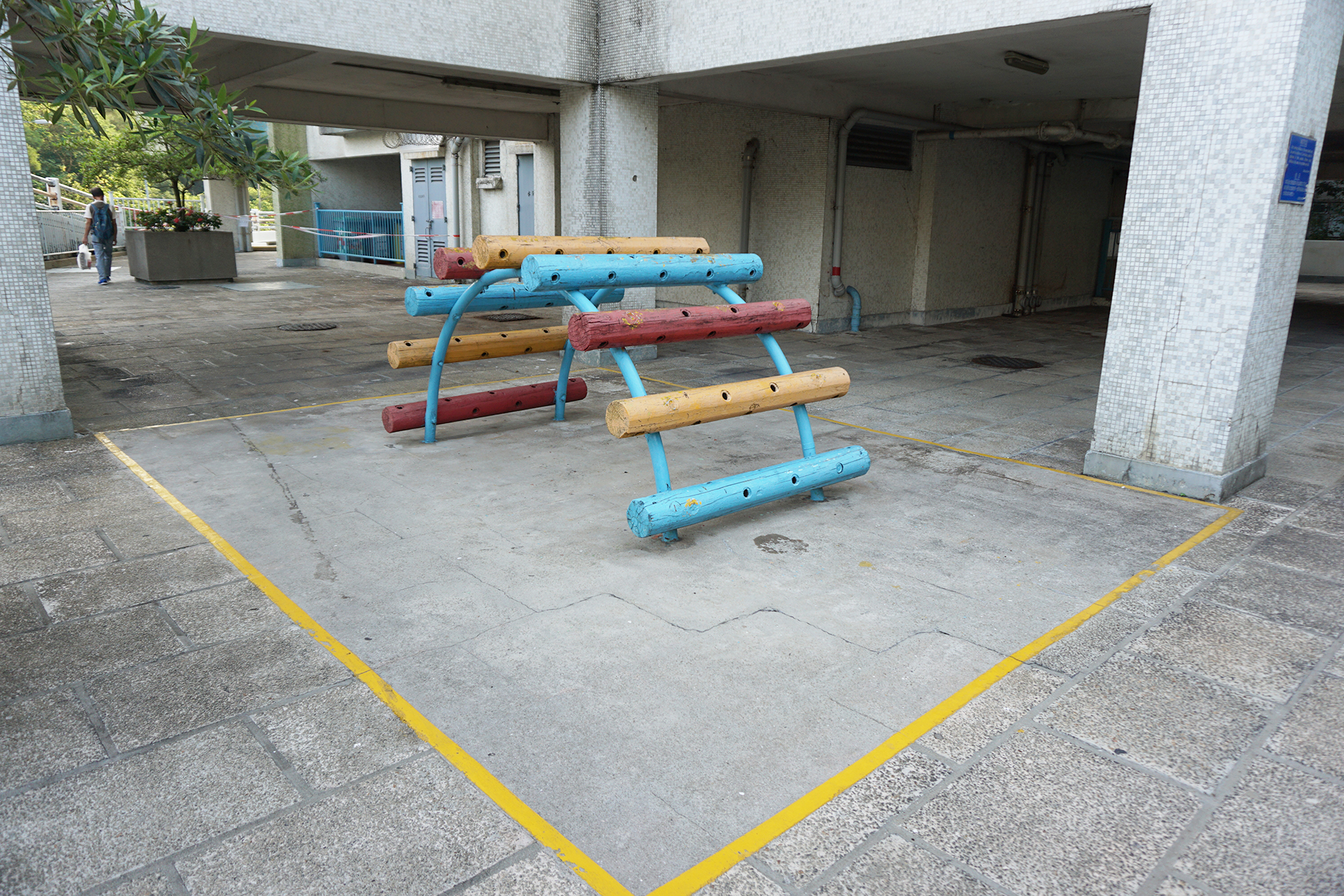
兒童遊樂場

清麗苑（英語：Ching Lai Court）是由香港房屋委員會發展的居者有其屋屋苑，由甘洺建築師事務所有限公司設計，興記建築承建，位於香港九龍荔枝角灣荔景山路264號，呈祥道及葵涌道交界對上，後方是瑪嘉烈醫院，共有七座樓宇，在1981年落成，是香港最早一批建成的居屋屋苑之一。
雖然屋苑地理上位於葵涌南部（穿鼻山），名字上又有「麗」字（與「荔」粵音相同），毗邻的屋邨为華荔邨，出入来往的道路必经过荔景山路，容易讓人誤會屬於新界葵涌荔景，但其實荔枝角和荔枝角灣亦是「荔」字頭，由于80年代荔枝角湾填海成荔枝角公园、拉近美孚新邨，地铁站跟屋苑距离，所以在十八區分區行政上，清麗苑隸屬於深水埗區、而非葵青區；而華荔邨的情況則和清麗苑情況相反。亦是少數位於原荔枝角灣西邊但屬九龍的地區（位於屋苑東北的荔灣花園、華荔邨同屬葵青區）。在1960年代中填海興建葵涌道前，清麗苑及前方的海灣原址是一個魚雷庫。
跟一般居屋不同，清麗苑所有單位均不用補地價，而且一律都可以在公開市場自由轉讓。

## 屋苑資料

### 樓宇

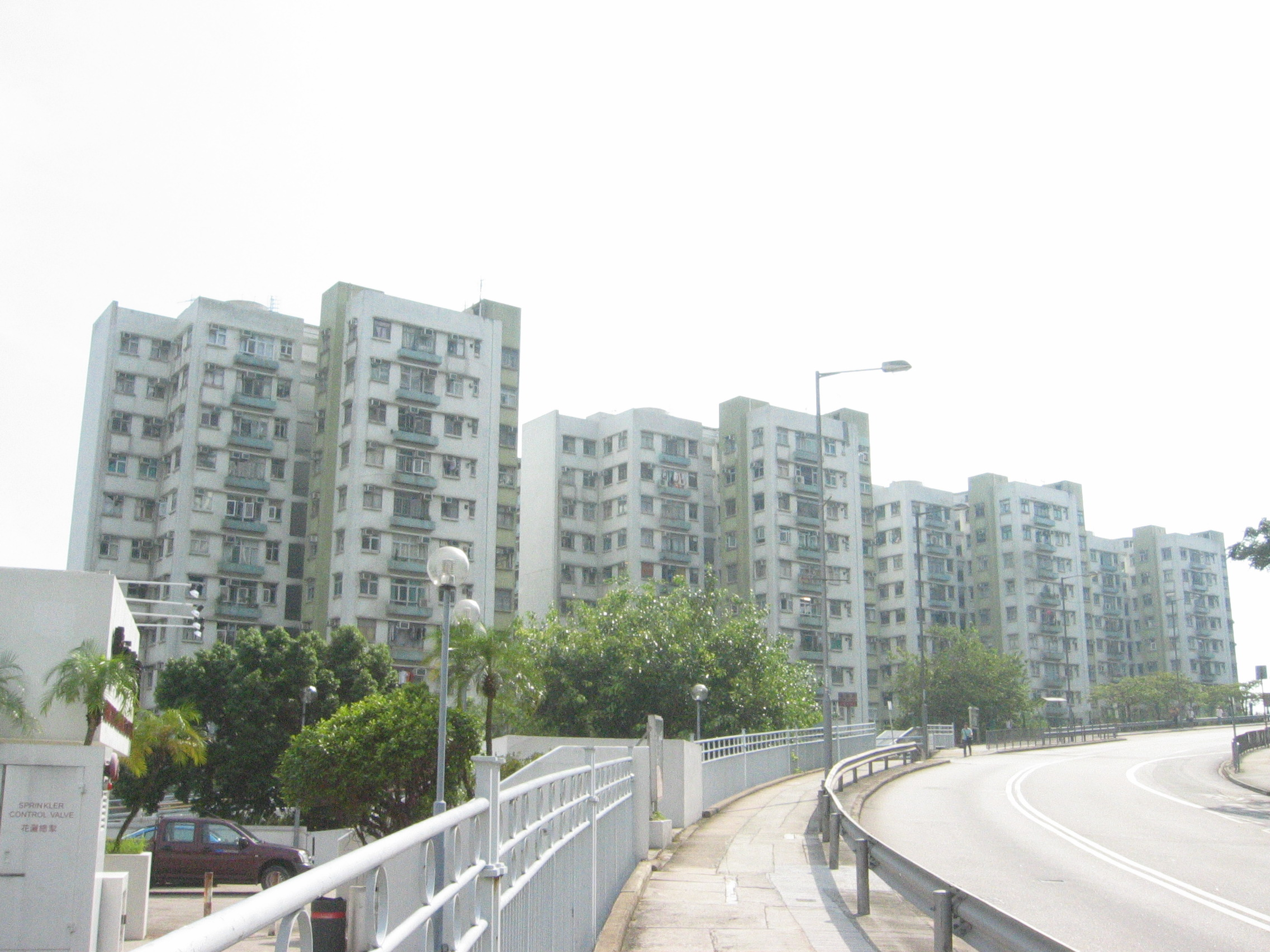
清麗苑北面
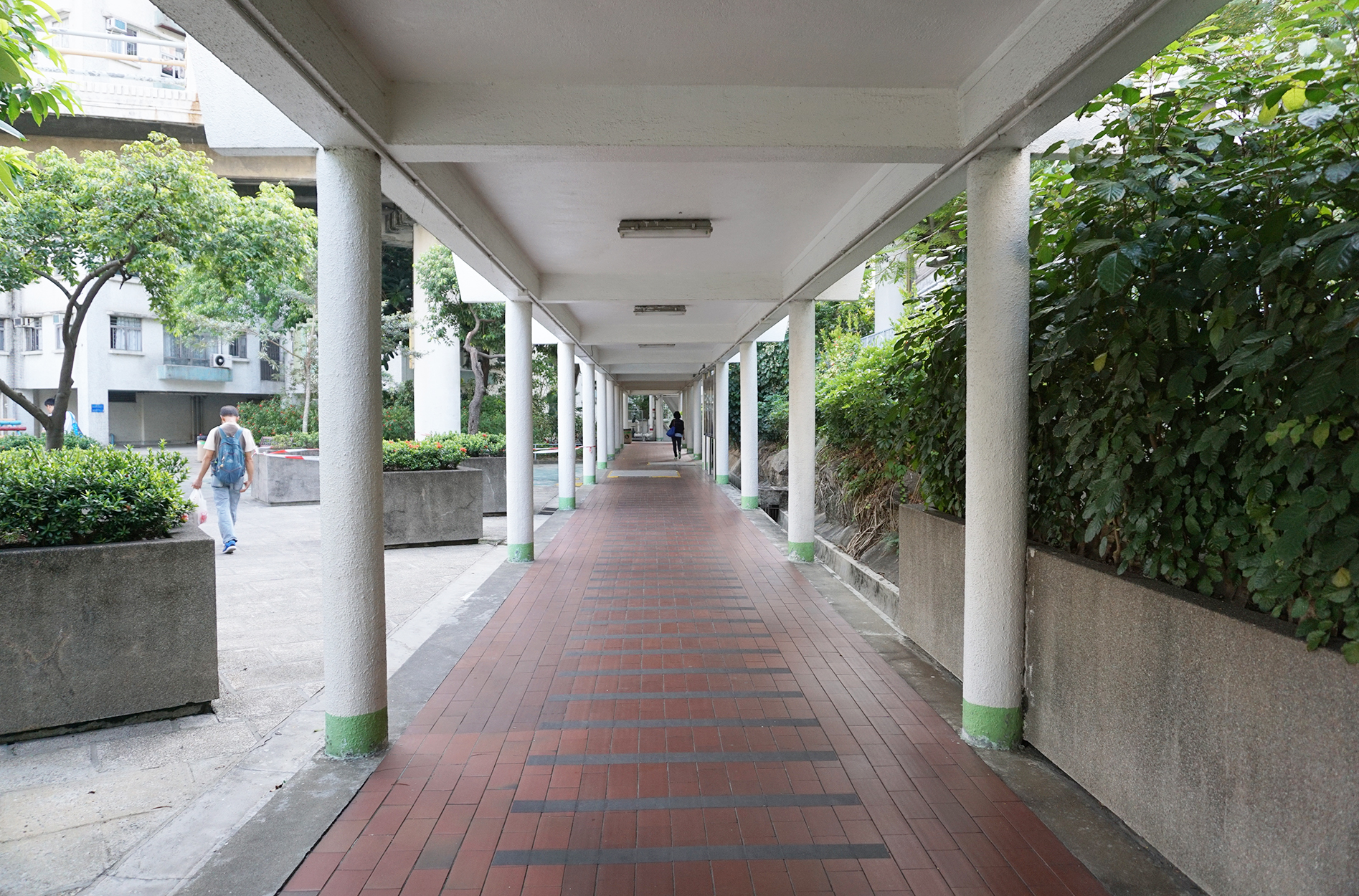
有蓋行人通道
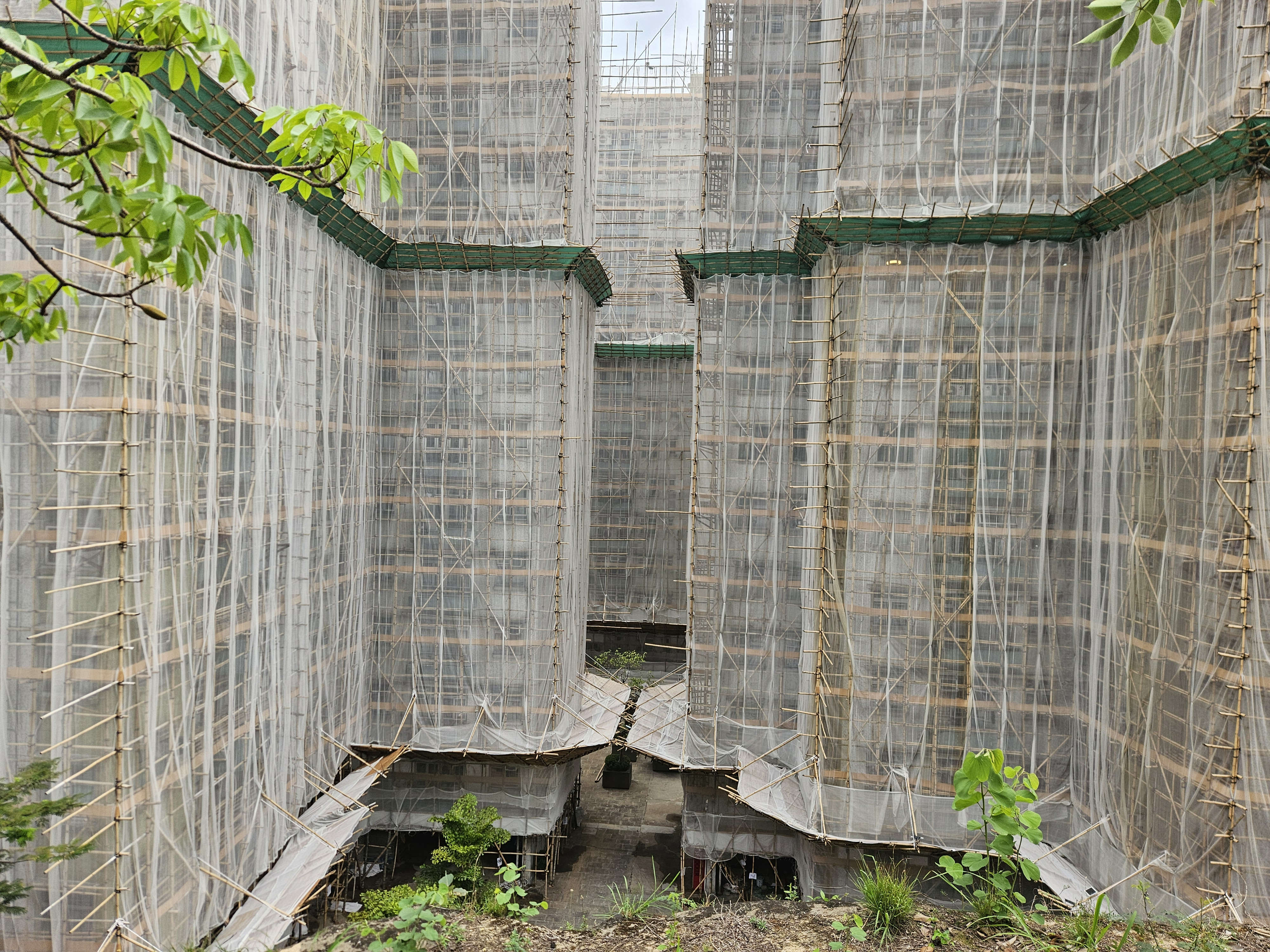
清麗苑

| 樓宇名稱（座號） | 門牌號碼      | 樓宇類型 | 落成年份 | 層數 | 每層伙數 | 每座單位總數（伙） | 建築師                   | 承建商   | 首次提供升降機服務的廠商 | 現時提供升降機服務的廠商 |
| ---------------- | ------------- | -------- | -------- | ---- | -------- | ------------------ | ------------------------ | -------- | ------------------------ | ------------------------ |
| 麗恆閣（A座）    | 荔景山路264號 | 非標準型 | 1981年   | 13   | 10       | 130                | 甘洺建築師事務所有限公司 | 興記建築 | 快高靈 （DC）            | 奧的斯 MCS-222（VVVF）   |
| 麗裕閣（B座）    | 荔景山路264號 | 非標準型 | 1981年   | 14   | 10       | 140                | 甘洺建築師事務所有限公司 | 興記建築 | 快高靈 （DC）            | 奧的斯 MCS-222（VVVF）   |
| 麗建閣（C座）    | 荔景山路264號 | 非標準型 | 1981年   | 14   | 10       | 140                | 甘洺建築師事務所有限公司 | 興記建築 | 快高靈 （DC）            | 奧的斯 MCS-222（VVVF）   |
| 麗泰閣（D座）    | 荔景山路264號 | 非標準型 | 1981年   | 14   | 10       | 140                | 甘洺建築師事務所有限公司 | 興記建築 | 快高靈 （DC）            | 奧的斯 MCS-222（VVVF）   |
| 麗康閣（E座）    | 荔景山路264號 | 非標準型 | 1981年   | 14   | 10       | 140                | 甘洺建築師事務所有限公司 | 興記建築 | 快高靈 （DC）            | 奧的斯 MCS-222（VVVF）   |
| 麗寧閣（F座）    | 荔景山路264號 | 非標準型 | 1981年   | 14   | 10       | 140                | 甘洺建築師事務所有限公司 | 興記建築 | 快高靈 （DC）            | 奧的斯 MCS-222（VVVF）   |
| 麗秀閣（G座）    | 荔景山路264號 | 非標準型 | 1981年   | 14   | 10       | 140                | 甘洺建築師事務所有限公司 | 興記建築 | 快高靈 （DC）            | 奧的斯 MCS-222（VVVF）   |

- 清麗苑北面
- 有蓋行人通道
- 清麗苑

### 設施
屋苑設有商場，名為清麗商場，設有超級市場等商店。2005年房委會將旗下大部分商場及停車場售予領匯，即今日的領展房地產投資信託基金，但因某些原因、清麗商場沒有跟隨售出，至今仍由房委會持有。
屋苑特別之處的是商場內的升降機（快高靈製造）是需徒手打開或關上機門（但內外門會同步開關而無須個別開關），當升降機到達及停穩後，會發出響聲提示使用者可以放心打開機門出入，但出入後得要關閉機門才離去或使升降機繼續行程（跟工廈常用的拉閘升降機使用方式基本上大同小異），但由於升降機門較重，因此開關升降機門時用者自身得要有十分充裕的馬力才成，而升降機運行期間透過機內的牆壁小洞可以隱約地看到升降機的運作情形，但在外面（例如等候升降機時）則只能看樓層顯示板來判斷升降機當時所在的樓層及動態，因而遠處而望，升降機的表面樣式與別的無大不同，甚至會誤以為是常見常用的自動門升降機，但只要仔細一望，其實機門上裝有門柄方便開關。

## 外部連結
- 房委會物業位置及資料 清麗苑 （页面存档备份，存于）